# Dina: Bitka za Corrin
Dina: Bitka za Corrin znanstvenofantastični je roman Briana Herberta i Kevina J. Andersona čija se radnja odvija u izmišljenu univerzumu Dina Franka Herberta. U Sjedinjenim Američkim Državama objavljen je u kolovozu 2004., a u Hrvatskoj je objavljen u veljači 2006. Treća je knjiga u trilogiji prednastavaka Legende Dine, u kojoj je vrijeme radnje više od deset tisuća godina prije događaja u Dini, hvaljenu prvom romanu serijala iz 1965. Taj dio serijala govori o izmišljenu Butlerijanskom džihadu, borbi posljednjih slobodnih ljudi u svemiru protiv misaonih strojeva, nasilne i dominantne sile koju predvodi računalni um Omnius.
Događaji u knjizi odvijaju se jedno stoljeće nakon početka Butlerijanskog džihada i iznose se u dva dijela romana. Prvi dio počinje 108. godine P. C. (prije Ceha) i govori o biološkom ratu koji misaoni strojevi vode protiv ljudi. Drugi dio počinje 88. godine P. C. i govori o zbivanjima nakon Velikog čišćenja koji naposljetku rezultiraju sudbonosnom Bitkom za Corrin. Na kraju serijala Legende Dine stvara se političko i društveno ozračje koje je u serijalu Dina Franka Herberta uvelike prisutno.
Roman je dosegao deveto mjesto na popisu najprodavanijih knjiga The New York Timesa dva tjedna nakon objave.

## Sažetak
Računalni sveum Omnius i dalje namjerava zatrti sve čovječanstvo u svemiru. Na prijedlog izdajice Yoreka Thurra zarobljeni Rekur Van s Tlulaxe i robot Erasmus stvaraju retrovirus. Omnius potom lansira kapsule s retrovirusom kako bi zarazio planete na kojima žive bespomoćni ljudi. Kako je stopa smrtnosti izravno pripisana tom činu iznosila 43 %, retrovirus je uspješno oslabio Ligu Plemića i izložio je mogućim napadima.
U djelu se potom otkriva da konzumiranje začina melangea jača imunitet u borbi protiv retrovirusa te da zaustavlja njegov razvoj u zaraženim osobama. Omnius, nesvjestan toga da je virus zaustavljen, priprema se za drugi dio svojeg napada. Okupivši veći dio vojske strojeva postavljene na različitim sinkroniziranim planetima, sveum pošalje golemu flotu prema Salusi Secundus, glavnom svijetu Lige. Saznavši da im predstoji uništenje u obliku flote strojeva, Vorian Atreid smišlja plan prema kojem ljudi mogu impulsnim atomicima napasti sve nebranjene Sinkronizirane svjetove te tako posve uništiti Omniusa. Međutim, za ostvarenje tog plana trebalo je iskoristiti još nepouzdanu tehnologiju savijanja prostora kako bi se napadi izveli prije nego što strojevi steknu priliku opozvati flotu na putu do Saluse. Zbog Velikog čišćenja Omnius ostane na samo jednom planetu, no posljedica je bila i velik broj ljudskih žrtava jer je svaki planet na kojem je Omnius uništen pretvoren u šljaku. Premda su svi strojevi bili uništeni, svi zatočeni ljudi i robovi na tim planetima također su izgubili život. Svaki put kad ljudske vojske svojim letjelicama savijaju prostor na putu prema novoj lokaciji, zbog načela neodređenosti nestaje 10 % njihovih trupa. Naposljetku je izgubljeno nekoliko milijardi života. Ljudi također ne uspijevaju uništiti Omniusa na glavnom sinkroniziranom svijetu Corrinu. 
Dok su ostala utjelovljenja sveuma pod napadom, kogitor Vidad putuje na Corrin i obavještava Omniusa o ljudskoj protuofenzivi. Flota strojeva vraća se kako bi obranila svoju posljednju utvrdu. Usprkos tomu džihad Serene Butler proglašava se završenim. Veliko čišćenje rezultiralo je pat-pozicijom u borbi između ljudi i misaonih strojeva na planetu Corrinu. Premda ne uspijeva uništiti strojeve, ljudska vojska uspijeva ih zarobiti na Corrinu okruživši planet mrežom satelita za skrembliranje; da se bilo koji misaoni stroj usudio napustiti planet, ta bi mreža uništila njegov um. Takvo stanje potraje gotovo dvadeset godina; strojevi ne mogu pobjeći s planeta, a većina ljudi ne želi krenuti u novu bitku.
Omnius na novi Thurrov prijedog pošalje strojeve primitivnih umova koji mogu napustiti satelitsku mrežu da napadnu Salusu Secundus i Rossak. Ti napadi učinkoviti su samo do određene mjere, no ipak podsjete ljude da su strojevi i dalje prijetnja. Proglasivši svoju pobjedu nad Titanima, Vorian Atreid nagovori Ligu da napadne Corrin. Suočena s robotima koji se služe ljudskim štitovima i činjenicom da se ne može služiti glavnim taktičkim oružjem zbog izdaje Abulurda Harkonnena, Armija čovječanstva zapne na Corrinu. Zbog okolnosti je prisiljena okoristiti se većim dijelom svojih atomika kako bi uništila robote koji brane planet. U kopnenoj operaciji koju predvode plaćenici s Ginaza Omnius napokon biva uništen, ali prije uništenja u svemir pošalje nepoznatu radijsku poruku. Nakon Bitke za Corrin potkralj Faykan Butler proglasi se Faykanom Corrinom u spomen na borbu.

### Serenin kult
Vidjevši kako su joj roditelji pokleknuli Kletvi strojeva („demona”) i kako je i sama jedva izvukla živu glavu, Rayna Butler krene na vlastiti pohod protiv misaonih strojeva. Tvrdeći da joj se ukazala sama Serena Butler (što je vjerojatno bila halucinacija izazvana njezinom bolešću), Rayna počne uništavati sve što nalikuje na misaone strojeve, čak i bezazlene uređaje te medicinsku opremu za kojom postoji velika potreba. Nova grupacija pod imenom Mučenici počne štovati Tri Mučenika: Serenu Butler, Maniona Nevinog i Iblisa Ginja. Tu grupaciju odmah prihvate Rayninu misiju.
Serenin kult, predvođen Raynom, ljudima izaziva još veće probleme. Usprkos licemjerju (tako, primjerice, uništava određenu vrstu tehnologije, ali se nastavlja služiti svemirskim brodovima) u grupaciji, kult za sobom ostavlja trajno nasljeđe. „Ne stvaraj strojeve po uzoru na ljudski um”, glavna zapovijed dana u Narančastoj katoličkoj Bibliji, izravno se pripisuje Rayni Butler. Ta je grupacija također zaslužna za stroge zakone koji zabranjuju sve misaone strojeve, a sav neposluh kažnjava se smrću ili mučenjem.

### Uništenje Titana
Za dvadesetogodišnje pat-pozicije tri preostala Titana – Agamemnon, Juno i Dante – pokušavala su ponovno sagraditi svoje carstvo cymeha. Dok je promatrao Wallach IX, planet opustošen za Velikog čišćenja, u potrazi za preživjelima kojima treba pomoć, primera Quentina Butlera (oca Faykana i Abulurda Harkonnena) zarobe cymehi koji ga potom odvedu u utvrdu Titana na Hessri. Ondje ga muče i pretvore u cymeha. Saznavši za to, Vorian Atreid naoko se povuče u mirovinu i otputuje na Hessru. Ondje ponovno stekne povjerenje svojeg oca Agamemnona. U konačnom puču Vorian i Quentin uspješno ubiju Titane i njihove cymehe, no Quentina taj čin košta života.

## Ostavština

### Sukob Atreida i Harkonnena
U romanu se prikazuje odnos Voriana Atreida i Abulurda Butlera. Abulurd je potpuno odan svojem mentoru Vorianu. Vorian mu ispriča istinu o smrti Xaviera Harkonnena i da je Iblis Ginjo izdajica čovječanstva, a ne Xavier. Abulurd ponovno preuzme prezime Harkonnen, koje je mrsko većini u Ligi. Premda taj postupak Abulurdu onemogući daljnje napredovanje u vojnoj karijeri, Vorian ga ipak uspijeva unaprijediti u segunda u Armiji Džihada te u bašara u Armiji čovječanstva. Zajedno se zakunu kako će pobijediti u ratu protiv misaonih strojeva, a kad postignu taj cilj, sprat će ljagu s imena Xaviera Harkonnena.
Njihov se odnos pogorša tijekom Bitke za Corrin kad se na bojnom polju suoče s ljudskim štitovima. Erasmus je postavio dva milijuna zarobljenih ljudi u teretne kontejnere pod imenom Most Hrethgira kojima se aktivira eksploziv čim ljudska flota krene u napad. Vorian zaključi da je te zarobljenike nužno žrtvovati, no Abulurd se ne složi s time. Poslije svađe Vorian razrješuje Abulurda dužnosti i zatvara ga u njegove odaje. U konačnom pokušaju spašavanja zarobljenika Abulurd deaktivira oružja cijeloj floti, zbog čega napad postaje teži, opasniji i naposljetku poveća broj žrtava. Nitko od njih nije znao da je robot Erasmus deaktivirao programirane ljudske štitove, što je spasilo ljude u orbiti. 
Poslije pobjede Vorian otpušta Abulurda, proglašava ga kukavicom (ali ne i izdajicom poput njegova djeda Xaviera) i protjeruje ga iz Lige. Nakon što je Abulurd osuđen na izgnanstvo na Lankeveilu, njegova djeca čuju priče o tome kako im je ukradeno plemstvo. Kad Abulurd umre od groznice, njegovi sinovi zaključe da im je Vorian Atreid poslao groznicu kako bi uništio Harkonnene. Kad se kuća Harkonnen vrati u carstvo, njezine se teške optužbe na račun kuće Atreid prihvaćaju kao istina. Tako počinje sukob kuće Atreid i kuće Harkonnen.

### Bene Gesserit
Svećenice s Rossaka poduzimaju posljednje korake kako bi postale sestrinstvo Bene Gesserit kad se nakon Velikog čišćenja ponovno javi kuga strojeva. Raquella Berto-Anirul (unuka Voriana Atreida) i Mohandas Suk, dva liječnika, stižu kako bi pomogli suzbiti novu epidemiju. Nakon što se sama zarazila, Raquella se čudesno oporavi zbog supstancija otkrivenih na planetu. Paranoična i u strahu da će joj liječnica preoteti moć, predvodnica Svećenica Ticija Cenva otruje Raquellu Drogom s Rossaka. No umjesto da je ubije, ta joj droga probudi sjećanja. U sebi uspije pretvoriti otrov u bezopasnu supstanciju i tako postaje prva osoba koja je preživjela Agoniju Začina. Ticija se ubije i implicira se da je Raquella postala prva Časna Majka sestrinstva Bene Gesserit. Poslije Butlerijanskog džihada Raquella preuzme vlast nad Čarobnicama s Rossaka i njihovim programima razmnožavanja te osnuje Bene Gesserit.

### Sukova škola
Nakon što se situacija na Rossaku raščisti, Mohandas Suk odluči „utemeljiti medicinsku školu kakvu Liga još nikad nije vidjela”. Ta škola poslije stekne naziv Sukova škola.

### Ceh
Odlučna riješiti problem savijanja prostora, Norma Cenva izvrši pokus na samoj sebi zatvorivši se u spremnik pun melangea u plinovitom stanju. Nakon užasne mutacije otkrije da može voditi brod kroz nabrani svemir. Na kraju knjige Norma i njezin sin počnu obuku za idući naraštaj Navigatora. Tvrtka VenKee zadržava monopol nad savijanjem prostora i nastavlja jačati; na kraju se pretvara u Ceh Navigatora.

### Mentati
Erasmus nastavlja eksperimentirati sa svojim štićenikom Gilbertusom Albansom, kojeg proglasi svojim Mentatom. Sedamdeset godina poslije postaje jasno da nezavisni robot voli svojeg „sina” iako mu zlostavljanje ostalih ljudi ne predstavlja prepreku. Kad se Gilbertus iskrade i sakrije u jedan od tegljača tereta Mosta Hrethgira u kojem se nalazi klon Serene Butler u koju je zaljubljen, Erasmus deaktivira eksplozive kako bi ga spasio. Tim činom Erasmus osuđuje cijelo carstvo robota na propast. Shvativši da će Hrethgir zavladati svemirom, Erasmus savjetuje Gilbertusu da pouči ostalje ljude da „misle učinkovito”. Gilbertus naposljetku prokrijumčari njegovu memorijsku jezgru.

### Slobodnjaci
Znajući kako bi im mogao pomoći suzbiti epidemiju retrovirusa, brojni su tragači za začinom stigli na Arrakis. U romanu se prikazuje sukob između Ishmaela, koji želi slijediti strogu zensunsku tradiciju, i njegova posinka El'hiima, koji želi zaraditi na tragačima. Ne mogavši utjecati na El'hiima, Ishmael izazove pustinjskog crva na dvoboj i izgubi. Premda ga je crv porazio, brojni zensuni odluče napustiti zajednicu i slijediti Ishamela kao Slobodnjaci Arrakisa.